# Condyle Point
Der Condyle Point (englisch, spanisch Punta Cóndilo) ist eine Landspitze im Südosten von Tower Island im Palmer-Archipel vor der Westküste der Antarktischen Halbinsel.
Das UK Antarctic Place-Names Committee benannte die Landspitze am 23. September 1960. Namensgebend ist ihre Ähnlichkeit mit einem Kondylus, einem Knochenvorsprung bzw. Gelenkfortsatz.